# Michaił Bukin
Michaił Iwanowicz Bukin, ros. Михаил Иванович Букин (ur. 1 września 1897 r. w Orle, zm. na pocz. 1958 r. w Orle) – radziecki współpracownik niemieckich służb specjalnych, szef grupy śledczej policji pomocniczej Orła podczas II wojny światowej
Ukończył 1 handlową szkołę realną w Orle, po czym zaczął naukę w Kijowskim Instytucie Handlowym. Po zajęciu Kijowa przez wojska niemieckie w 1918 r., powrócił do rodzinnego miasta. 13 września 1919 r. Orzeł został zdobyty na krótko przez wojska Białych. Michaił I. Bukin podjął z nimi współpracę. Od 1920 r. pracował jako pomocnik buchaltera, kasjer, magazynier, szef magazynów i starszy towaroznawca-konsultant w truście "Rosgławchleb". W 1932 r. aresztowało go OGPU. Po 3 miesiącach więzienia wyszedł na wolność. W kwietniu 1941 r. został powtórnie aresztowany przez NKWD. Po procesie skazano go na karę 2 lat więzienia. Odbywał ją w Homlu. Po ataku wojsk niemieckich na ZSRR 22 czerwca tego roku, powrócił do Orła. Wstąpił do miejskiej policji pomocniczej. W styczniu 1942 r. został buchalterem w urzędzie miejskim. Wkrótce przeniesiono go do oddziału paszportowego zarządu policji. Od pocz. kwietnia tego roku był starszym agentem w tzw. grupie śledczej, działającej przy zarządzie policji. W poł. kwietnia stanął na jej czele. W maju grupa została zreorganizowana, stając się wydziałem poszukiwawczym policji i podporządkowano ją miejscowemu Gestapo. Do jej zadań należało rozpoznawanie wrogów reżimu hitlerowskiego, aresztowanie ich i wstępne przesłuchiwanie. Specjalna komisja na czele z M. I. Bukinem podejmowała decyzję, czy aresztowanego wypuścić, czy przekazać Gestapo. W II poł. 1942 r. w miejskiej policji pomocniczej została przez M. I. Bukina wykryta antyniemiecka grupa konspiracyjna, którą kierował szef policji B. I. Gołowko. W październiku tego roku wykrył i aresztował sowieckich konspiratorów, którzy zamierzali wysadzić w powietrze miejski teatr podczas bankietu dla wyższych dygnitarzy i wojskowych niemieckich. Na pocz. kwietnia 1943 r. odznaczono go orderem dla narodów "wschodnich". Pod koniec lipca tego roku wraz z innymi policjantami i ich współpracownikami ewakuował się do Briańska. Pod koniec sierpnia przybył do Kowna, gdzie podporządkował się miejscowemu SD. Objął funkcję zastępcy komendanta kowieńskiego obozu koncentracyjnego jako podoficer Wehrmachtu. Latem 1944 r. ponownie ewakuował się, tym razem do Gdyni. W kwietniu 1945 r. powrócił do ZSRR, zmieniając swoją biografię, ale pozostawiając prawdziwe imię i nazwisko. Zamieszkał w Dniepropietrowsku. Pracował jako stróż w treście "Gorkommunżyłstroj". W poł. kwietnia 1957 r. został aresztowany przez KGB. Po procesie skazano go na karę śmierci, wykonaną przez rozstrzelanie na pocz. 1958 r.